# Mănăstirea Marea Lavră

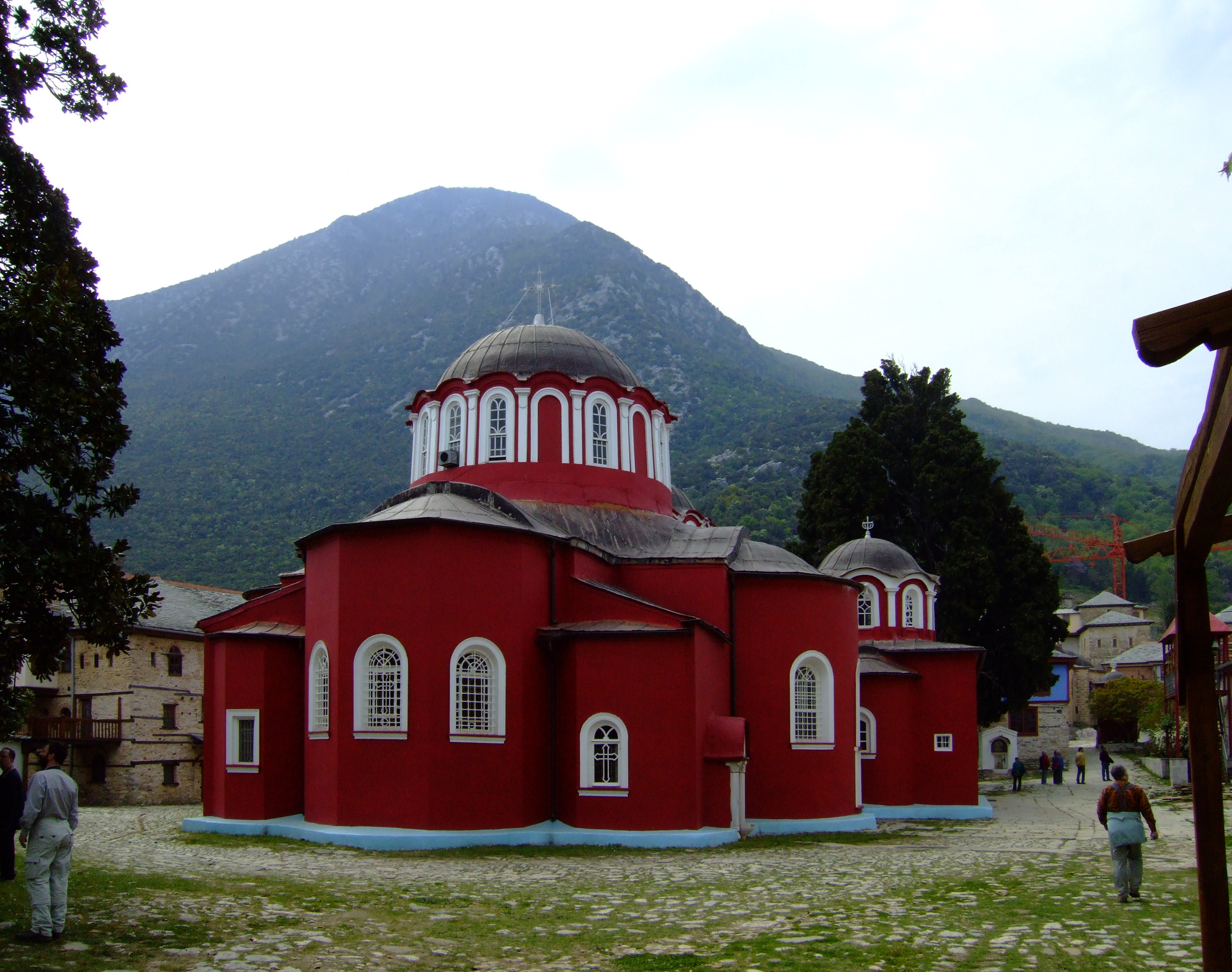
Biserica principală a mănăstirii

Mănăstirea Marea Lavră (în greacă Μεγίστης Λαύρας) este o mănăstire de pe Muntele Athos.